# Asplobmätare
Asplobmätare (Trichopteryx carpinata) är en fjärilsart som beskrevs av Moritz Balthasar Borkhausen 1794. Asplobmätare ingår i släktet Trichopteryx och familjen mätare. Arten är reproducerande i Sverige. Inga underarter finns listade i Catalogue of Life.

## Bildgalleri

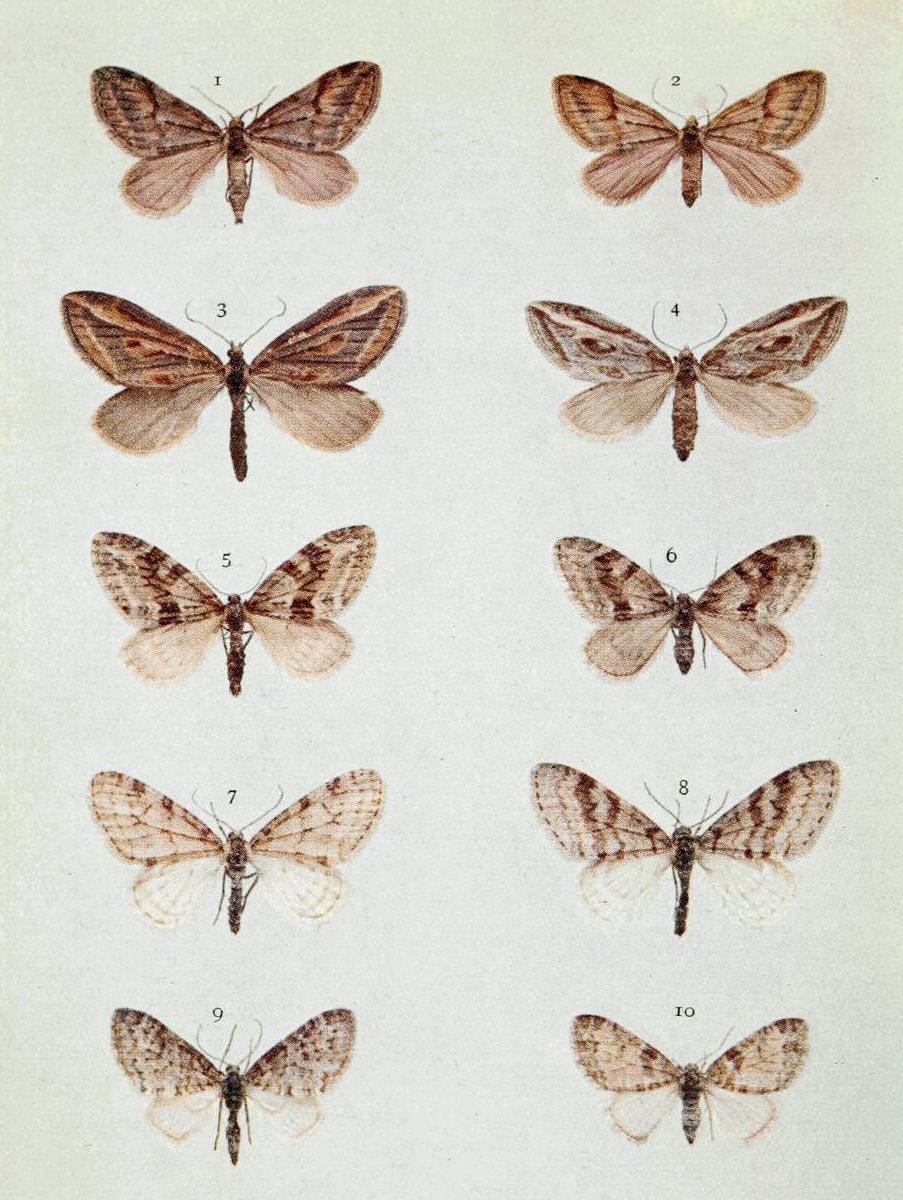
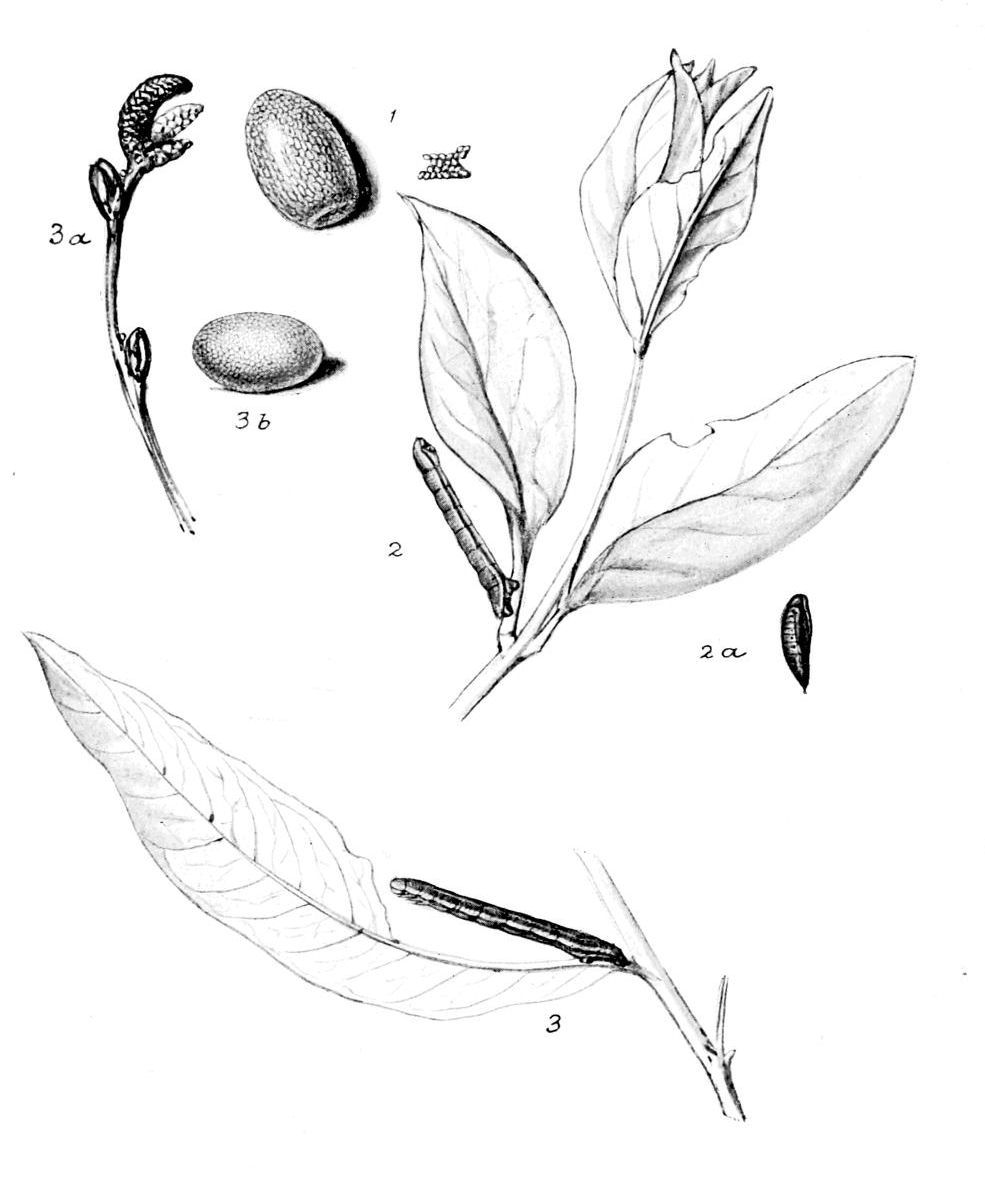
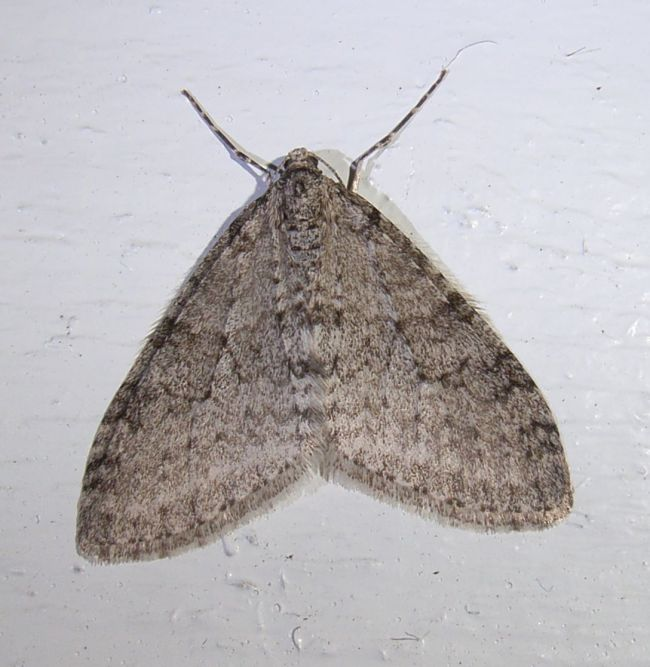
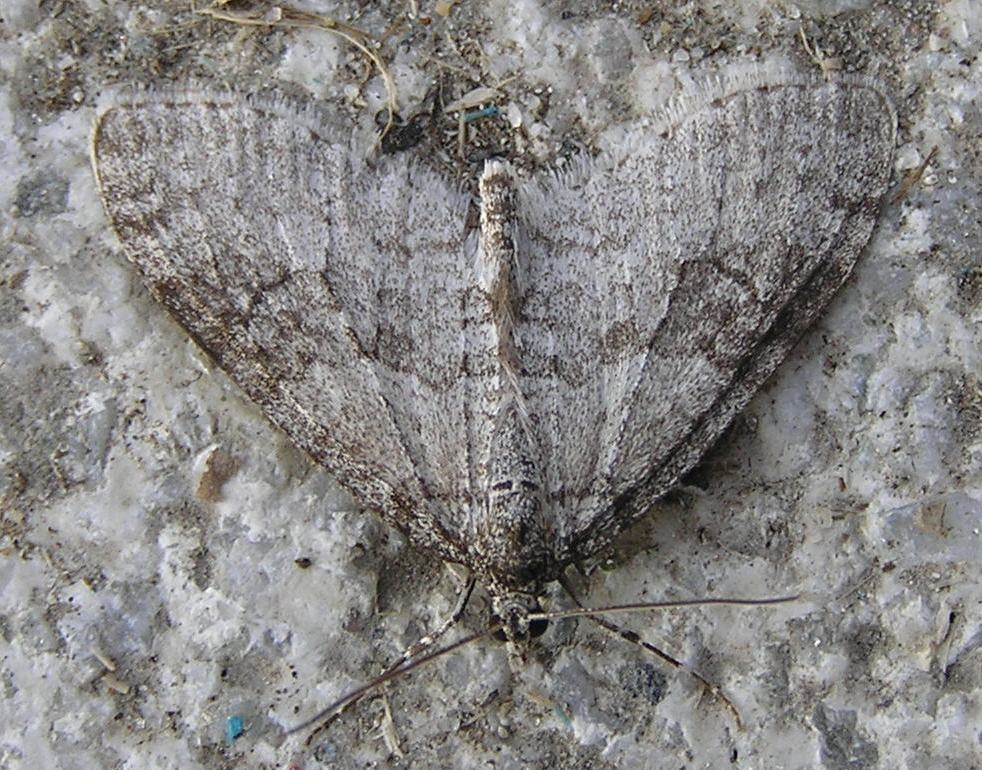
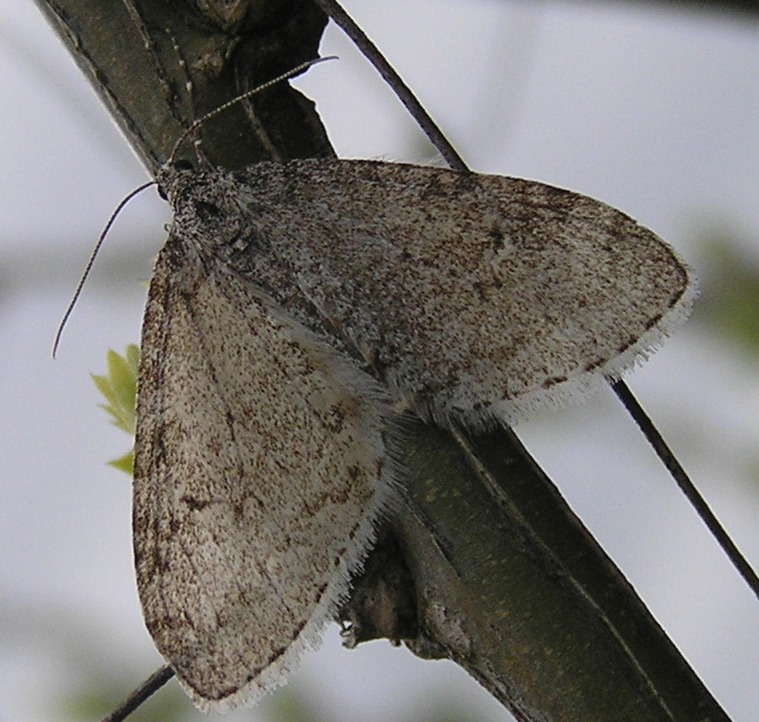